# Echinosaura horrida
Espèce
Echinosaura horrida est une espèce de sauriens de la famille des Gymnophthalmidae.

## Répartition
Cette espèce se rencontre au Panama, en Colombie et en Équateur.

## Taxinomie
Les sous-espèces Echinosaura horrida palmeri et Echinosaura horrida panamensis ont été élevées au rang d'espèce par Fritts, Almendáriz et Samec en 2002

## Publication originale
- Boulenger 1890 : First report on additions to the lizard collection in the British Museum (Natural History). Proceedings of the Zoological Society of London, vol. 1890, p. 77—86 (texte intégral).